# Ильинское (Краснодарский край)
Ильи́нское — село в Кущёвском районе Краснодарского края.
Административный центр Ильинского сельского поселения.
Население 1 265 жителей.
Образовалась слобода Ильинская в Области войска Донского в 1805 году.
С 1950 года административный центр колхоза им. А. А. Жданова. С 1989 переименован в колхоз "Заря".

## География
Село расположено на реке Большой Эльбузд (приток реки Кагальник ), в степной зоне, в 16 км северо-восточнее станицы Кущёвская.

### Улицы
| - пер. Береговой, - пер. Больничный, - пер. Центральный, - ул. Западная, - ул. Заречная, - ул. Луганская, | - ул. Мира, - ул. Садовая, - ул. Советская, - ул. Школьный, - ул. Южная. |

## Достопримечательности
На местном кладбище расположен мемориал воинам, погибшим во время Великой Отечественной войны и гражданской войны. В селе имеется музей.

## Население
| 2002 | 2010  |
| ---- | ----- |
| 1221 | ↘1131 |